# Schlacht am Halys

Der Halys in der Grenzregion zwischen Lydien und Medien im frühen 6. Jahrhundert v. Chr.

Die sogenannte Schlacht am Halys war eine Schlacht zwischen Alyattes II., dem König von Lydien, und den Medern im frühen 6. Jahrhundert v. Chr., die unentschieden ausging. Es ist allerdings nicht gesichert, ob sie wirklich am Fluss Halys (heute Kızılırmak) beziehungsweise in dessen unmittelbarer Nähe stattgefunden hat.
Nach Herodot (5. Jahrhundert v. Chr.) bewegte ein während der Schlacht plötzlich eingetretener Wandel des Tages zur Nacht die kämpfenden Parteien zum Frieden, wobei ein Syennesis von Kilikien und ein Labynetos von Babylon als Vermittler beistanden. Zeit und Ort der Schlacht nennt er nicht.
Er berichtete außerdem, Thales (6. Jahrhundert v. Chr.) habe die Veränderung des Tages vorhergesagt. Plinius überliefert im 1. Jahrhundert n. Chr., Thales habe im 4. Jahr der 48. Olympiade, das heißt im Jahr 585/584 v. Chr., jene Sonnenfinsternis vorhergesagt, die im Jahr 170 nach Gründung der Stadt Rom, das heißt 584/583 v. Chr., während der Herrschaft des Alyattes eingetreten sei. Auch Marcus Tullius Cicero berichtet von der durch Thales vorhergesagten Sonnenfinsternis, lässt sie aber während der Regierung des Astyages, des Sohnes von Kyaxares, eingetreten sein. Dieser Version folgen auch Eusebius von Caesarea und Solinus, während Herodot lediglich den Friedensvertrag mit Astyages für die medische Seite verbindet.
Diese Sonnenfinsternis wurde im 20. Jahrhundert mithilfe astronomischer Berechnungen mit jener vom 28. Mai 585 v. Chr. identifiziert. Damit wäre die Schlacht das erste historische Ereignis jener Epoche, das auf den Tag genau datiert werden könnte. Zu Thales’ Zeit war man jedoch nicht im Stande, eine Sonnenfinsternis vorherzusagen. Otta Wenskus hält es für wahrscheinlicher, dass die Verfinsterung bloß atmosphärischer Natur war, Thales etwas anderes vorhergesagt hat und die Schlacht somit nicht genau datierbar ist.
Kevin Leloux ist der Ansicht, dass zwischen Sonnenfinsternis und Schlachtverlauf möglicherweise kein kausaler Zusammenhang bestand, sondern lediglich eine gewisse zeitliche Nähe. Da Sonnenfinsternisse bei antiken Völkern einen besonders starken Eindruck hinterließen, sei es denkbar, dass sie Herodot und anderen Geschichtsschreibern lediglich als zeitliche Referenzpunkte dienten und dadurch eigentlich separate Ereignisse in ihrer unmittelbaren zeitlichen Nachbarschaft in der späteren Geschichtsschreibung zu einem gemeinsamen Ereignis verschmolzen wurden. Leloux hält zwar das Ereignis während des Krieges für wahrscheinlich, die Verbindung mit dem Kriegsende hingegen für konstruiert. Daraus folgert er, dass historisch nur gesichert ist, dass im ersten Viertel des 6. Jahrhunderts v. Chr. eine Schlacht zwischen Lydern und Medern stattfand. Weder das genaue Jahr noch der Ort der Schlacht seien sicher und nicht einmal die zur Schlacht amtierenden Könige der beiden Parteien könnten mit Bestimmtheit ermittelt werden.